# Oláh György (kémikus)
Oláh György (Budapest, 1927. május 22. – Beverly Hills, 2017. március 8.) Magyar Corvin-lánccal kitüntetett Széchenyi-nagydíjas magyar származású amerikai vegyészprofesszor, aki 1994-ben kémiai Nobel-díjat kapott „a karbokation kémiához való hozzájárulásáért”. A globális felmelegedés problémájára is megoldást kínáló, nagy érdeklődést kiváltó direkt metanolos tüzelőanyag-cella kidolgozója.
Nemcsak a nagy magyar tudósok, de a nagy magyar hazafiak könyvében is őrizzük emlékét.

## Életpályája
Dr. Oláh (Offenberger) Gyula ügyvéd és Krasznai Magdolna (1903–1950) gyermekeként született. Középiskolai tanulmányait a budapesti Piarista Gimnáziumban végezte. (Azok közé tartozott, akiket a német megszállás idején Sztehlo Gábor evangélikus lelkész, a későbbi Gaudiopolis alapítója bújtatott.) Ezután a Budapesti Műszaki Egyetemen tanult kémiát, ahol 1949-ben doktorált. A következő években az egyetemen tanított. A szerves kémia érdekelte különösen, és a szerves kémia legrangosabb magyarországi professzorának, Zemplén Gézának kutatási asszisztense lett. Az 50-es években publikálni kezdett, már első tanulmányai nemzetközi érdeklődést váltottak ki. 1954–1956 között a szerves kémia tanszék vezetője és az MTA újonnan létrehozott Központi Kémiai Kutatóintézetének társigazgatója volt Schay Géza mellett.
Az 1956-os forradalom után családjával együtt elhagyta Magyarországot. Előbb Londonban éltek, majd Kanadába költöztek. Itt Oláh a Dow Chemicalnél dolgozott 1964–65-ben. 1965-ben az Amerikai Egyesült Államokban, Clevelandben kapott munkát, a Case Western Reserve Universityn. 1971-től amerikai állampolgár lett. 1977-től Kalifornia államban élt, ahol a Dél-kaliforniai Egyetemen (USC) tanított. Még abban az évben kinevezték az egyetem Szénhidrogénkutató Intézetének tudományos igazgatójává. 1991-től a Los Angeles-i Loker Szénhidrogénkutató Intézet (Loker Hydrocarbon Research Institute) igazgatója volt.
A Magyar Tudományos Akadémia 1990-ben tiszteleti tagjává választotta. Oláh György folyamatosan tartotta a kapcsolatot a magyarországi kutatókkal.
Kutatásainak legjelentősebb eredményét a karbokationok kutatásával érte el. A Svéd Királyi Tudományos Akadémia 1994. október 12-én kihirdette, hogy az ezen területen végzett munkájáért a kémiai Nobel-díjjal jutalmazta, mely díjat Oláh György december 10-én vett át.
2010-től az Emberi Méltóság Tanácsának tiszteletbeli elnöke.
2017. szeptember 19-én végakarata szerint Budapesten a Fiumei úti sírkertben helyezték örök nyugalomra. Temetésén részt vett Orbán Viktor miniszterelnök és Lovász László, az MTA elnöke. A katolikus szertartást Jelenits István celebrálta.

## Munkássága
Bár már évekkel korábban feltételezték, hogy a karbokationok sok szerves kémiai reakció köztes termékei, rövid élettartamuk, bomlékonyságuk miatt nem tudták őket kimutatni. Szupersavak (a 100%-os kénsavnál is erősebb savak) segítségével Oláh György alacsony hőmérsékleten előállította a karbokationokat, és tanulmányozta szerkezetüket, tulajdonságaikat. Elsősorban az 1962-ben bejelentett felfedezésének köszönhető, hogy sikerült megcáfolni a szén 4 vegyértékűségéről alkotott régi elképzelést, és új üzemanyagokat, a korábbinál nagyobb oktánszámú benzinfajtákat állíthattak elő.
Kutatásai vezettek az ólmozatlan benzin előállításának egy igen gazdaságos eljárásához is, ugyanakkor új utakat nyitottak a szupersavak által katalizált karbokationok, valamint a szén cseppfolyósításának eljárása felé.
Az Oláh György vezetésével kifejlesztett direkt metanolos tüzelőanyag-cella az utóbbi időben az egész világon az érdeklődés fókuszába került. A találmány a hagyományos energiahordozók (nyersolaj, kőszén, földgáz) előteremtési költségeinek és a globális felmelegedésnek a növekvő problémáját oldhatja meg. Az energiacella ugyanis metanollal működik, mindkét irányban:
- szén-dioxidból és vízből árammal metanolt állít elő.
- metanolból áramot, széndioxidot és vizet termel.

(anód-oldali levegő-áramban a vízpára dúsul, katód-oldali metanol-cirkulációban a metanol-mennyiség csökken és széndioxid keletkezik).
A direkt metanolos tüzelőanyag-cella közvetlenül alakítja át a metanolt (vagy más folyékony szerves tüzelőanyagot) elektromos árammá egy úgynevezett polimer elektrolit membrán segítségével adott.

## Díjai, elismerései
- Kémiai Nobel-díj (1994)
- Corvin-lánc (2001)
- Bolyai János alkotói díj (2002)
- Priestley-érem (a Priestley-érem az American Chemical Society (Amerikai Kémiai Társaság), 2005)
- A Magyar Köztársasági Érdemrend középkeresztje a csillaggal (2006)
- Budapest díszpolgára (2006)
- Széchenyi-nagydíj (2011)